# 890 Вальтраут
890 Вальтраут (890 Waltraut) — астероїд головного поясу, відкритий 11 березня 1918 року.
Тіссеранів параметр щодо Юпітера — 3,217.
Назва астероїда походить від імені Вальтраути (нім. Waltraute), героїні опери Загибель богів Ріхарда Вагнера.